# От Гарон
От Гарон (на френски: Haute-Garonne, „Горна Гарона“) е департамент в регион Окситания, югозападна Франция. Образуван е през 1790 година от западните части на провинция Лангедок. Площта му е 6309 км², а населението – 1 355 856 души (2016). Административен център е град Тулуза.